# Grand Guignol (album)
Grand Guignol è il quarto album in studio del gruppo Naked City pubblicato nel 1992, il secondo inciso con l'etichetta giapponese Avant. Il titolo è un omaggio al celebre teatro parigino Grand Guignol.

## Descrizione
L'album si distingue per l'inclusione di esecuzioni di brani scritti da compositori "classici" come Debussy, Orlando di Lasso o Messiaen; la voce ospite di Bob Dorough e anche, come in Torture Garden, una selezione di "miniature hardcore" (tracce 9–41) che sono intense e brevi composizioni, che presentano il gemito del sax contralto di Zorn e le urla di Yamatsuka Eye.
L'album è stato anche pubblicato come parte di Naked City: The Complete Studio Recordings su Tzadik Records nel 2005.

## Tracce
Tutte le composizioni sono di John Zorn, eccetto dove è annotato
- "Grand Guignol" – 17:41
- "La cathédrale engloutie" – 6:24 (Claude Debussy)
- "Three Preludes Op. 74: Douloureux, déchirant" – 1:17 (Alexander Scriabin)
- "Three Preludes Op. 74: Très lent, contemplatif" – 1:43 (Scriabin)
- "Three Preludes Op. 74: Allegro drammatico" – 0:49 (Scriabin)
- "Prophetiae Sibyllarum" – 1:46 (Orlando di Lasso)
- "The Cage" – 2:01 (Charles Ives)
- "Louange à l'éternité de Jésus" – 7:08 (Olivier Messiaen)
- "Blood Is Thin" – 1:02
- "Thrash Jazz Assassin" – 0:47
- "Dead Spot" – 0:33
- "Bonehead" – 0:54
- "Piledriver" – 0:36
- "Shangkuan Ling-Feng" – 1:16
- "Numbskull" – 0:31
- "Perfume of a Critic's Burning Flesh" – 0:26
- "Jazz Snob: Eat Shit" – 0:26
- "The Prestidigitator" – 0:46
- "No Reason to Believe" – 0:28
- "Hellraiser" – 0:41
- "Torture Garden" – 0:37
- "Slan" – 0:24
- "The Ways of Pain" – 0:33
- "The Noose" – 0:13
- "Sack of Shit" – 0:46
- "Blunt Instrument" – 0:56
- "Osaka Bondage" – 1:17
- "Shallow Grave" – 0:42
- "Kaoru" – 0:53
- "Dead Dread" – 0:48
- "Billy Liar" – 0:13
- "Victims of Torture" – 0:24
- "Speedfreaks" – 0:50
- "New Jersey Scum Swamp" – 0:44
- "S/M Sniper" – 0:17
- "Pigfucker" – 0:24
- "Cairo Chop Shop" – 0:25
- "Facelifter" – 0:57
- "Whiplash" – 0:22
- "The Blade" – 0:30
- "Gob of Spit" – 0:21

## Formazione
- John Zorn – sassofono contralto, voce
- Bill Frisell – chitarra
- Wayne Horvitz – tastiere
- Fred Frith – basso
- Joey Baron – percussioni
- Yamatsuka Eye – voce
- Bob Dorough - voce in The Cage